# Michy Batshuayi
Michy Batshuayi-Atunga (ur. 2 października 1993 w Brukseli) – belgijski piłkarz kongijskiego pochodzenia, występujący na pozycji napastnika w niemieckim klubie Eintracht Frankfurt oraz w reprezentacji Belgii. Brązowy medalista Mistrzostw Świata 2022. Uczestnik Mistrzostw Świata 2022 oraz Mistrzostw Europy 2016 i 2020.

## Życiorys

### Kariera klubowa
W czasach juniorskich trenował w RFC Evere, RUSA Schaarbeek, FC Brussels, RSC Anderlecht i Standardzie Liège. W 2011 dołączył do seniorskiego zespołu tego ostatniego. W Eerste klasse zadebiutował 20 lutego 2011 w przegranym 1:4 meczu z KAA Gent. Na boisku pojawił się w 82. minucie, zastępując Francka Berriera. W 2014 został uhonorowany nagrodą Belgijskiego Hebanowego Buta, przyznawaną najlepszemu piłkarzowi ligi belgijskiej, który ma afrykańskie korzenie. Przed sezonem 2014/2015 odszedł do francuskiego Olympique Marsylia, w którym występował w sumie przez dwa lata. W tym czasie zagrał w 62 meczach Ligue 1, w których zdobył 26 goli. Pierwszy mecz w tych rozgrywkach rozegrał 9 sierpnia 2014 z SC Bastia (remis 3:3), zmieniając w 79. minucie Dimitri Payeta. Po sezonie 2015/2016 był łączony z transferem do wielu klubów. Były to m.in. angielskie Crystal Palace, Tottenham Hotspur i West Ham United oraz włoski Juventus F.C. Ostatecznie 3 lipca 2016 został piłkarzem londyńskiej Chelsea Kwota transferu wyniosła około 39 milionów euro. W Premier League po raz pierwszy zagrał 15 sierpnia 2016 w wygranym 2:1 spotkaniu z West Hamem, wchodząc na boisko w zamian za Oscara w 85. minucie. W sezonie 2016/2017 wraz z klubem świętował zdobycie mistrzostwa kraju. Chelsea zapewniła sobie tytuł, pokonując na wyjeździe 1:0 West Bromwich Albion, zaś decydującą o mistrzostwie bramkę zdobył Batshuayi.
31 stycznia 2018 został wypożyczony za 1,5 miliona euro do 30 czerwca 2018 do niemieckiej Borussii Dortmund. W swoim debiucie w Bundeslidze przeciwko 1. FC Köln zdobył dwa gole. Mecz ten został rozegrany 2 lutego 2018 i zakończył się wynikiem 3:2 dla klubu z Dortmundu.
W sezonie 2018/2019 był dwukrotnie wypożyczany: pierwszą połowę sezonu spędził w Valencii, zaś drugą w Crystal Palace.
Od sezonu 2019/2020, po przejęciu drużyny przez Franka Lamparda ponownie reprezentuje barwy Chelsea. 23 października zdobył zwycięską bramkę w wygranym 1:0 meczu Ligi Mistrzów UEFA z Ajaksem.

### Kariera reprezentacyjna
Dzięki swoim afrykańskim korzeniom mógł reprezentować Demokratyczną Republikę Konga. Odrzucił jednak tę możliwość i w 2015 roku nie zaakceptował powołania do reprezentacji tego kraju. W latach 2012–2014 występował w reprezentacji Belgii do lat 21. Zagrał dla niej w 13 meczach i zdobył 7 bramek. W seniorskiej reprezentacji zadebiutował 28 marca 2015 w wygranym 5:0 meczu z Cyprem. Na boisko wszedł w 77. minucie, zastępując Christiana Benteke. Trzy minuty później strzelił ostatniego gola tego meczu po podaniu Radjy Nainggolana. Został powołany na Mistrzostwa Europy 2016. Wystąpił na nich w dwóch spotkaniach: w 1/8 finału z Węgrami i ćwierćfinale z Walią. W meczu z Węgrami w 78. minucie zdobył bramkę na 2:0 po asyście Edena Hazarda.

## Sukcesy

### Chelsea
- Mistrzostwo Anglii: 2016/2017[11]

### Indywidualne
- Belgijski Hebanowy But: 2014[5]

## Życie prywatne
Nosi pseudonim Batsman. Jego brat Aaron Leya Iseka również jest zawodowym piłkarzem.